# 瀬戸準
瀬戸 準（せと じゅん、1984年12月8日 - ）は、日本の元AV女優。
趣味：ショッピング

## 略歴
千葉県出身。2003年、『タイムトリップ』でAVデビュー。現在は引退している。

## 作品

### アダルトビデオ
2003年
- タイムトリップ（9月19日、セクシア（トライハートコーポレーション））
- 従準（ju-jun）（10月24日、セクシア）
- Wet&Messy（11月21日、セクシア）
- 瀬戸準のCosplasshion（12月19日、セクシア）

2004年
- 女教師の秘蜜（1月23日、セクシア）
- SMっぽいの好きですか?（2月20日、セクシア）
- おもいっきり!!（4月9日、トライハートコーポレーション）
- 本能〜instinct〜（4月9日、TMA）
- 淫女（5月14日、TMA）
- 絶体拘束（セル）／絶体拘束M（レンタル）（6月11日、TMA）
- 女優-拘束マニア（8月1日、ワンズファクトリー）
- 極 本番（8月20日、GLAY'z）
- 超-股間のアングル（9月1日、ワンズファクトリー）
- 美麗なキャンギャルペット（9月3日、ドリームチケット）
- レズビアン目覚め（9月17日、GLAY'z）
- Black Game 瀬戸準 史上最悪の一日（10月1日、ワンズファクトリー）
- デジタルモザイク 裏攻略（10月22日、GLAY'z）
- 痴女ラレル女。2（11月3日、ワープエンタテインメント）共演:美月桜
- Mission. 露出 inTokyo（12月3日、ワープエンタテインメント）
- SexiA 裏映像集（12月24日（レンタル）/ 2005年1月14日（セル）、セクシア）他出演:高井七海、美保唯、金城アンナ、仲村もも、穂花

2005年
- 瀬戸準完全版（1月1日、ワンズファクトリー）
- デジタルモザイクVol.063（1月15日、MOODYZ）
- 美脚美女達の接吻とSEX（2月15日、MOODYZ）共演:乃亜、蓮真珠
- 綺麗なお姉さんに甘えられたい（3月15日、MOODYZ）
- ドリームウーマン VOL.46（4月15日、MOODYZ）
- 淫乱フェロモン若奥様（5月13日、MOODYZ）
- エロスの王宮（9月13日、MOODYZ）共演:小森美樹、原千尋、滝沢優奈、綾乃梓、姫咲しゅり

2006年
- エロスの王宮 〜最終章〜（2月1日、MOODYZ）共演:小森美樹、原千尋、滝沢優奈、綾乃梓、姫咲しゅり

## 出演

### テレビドラマ
- 金曜ナイトドラマ 特命係長 只野仁（2ndシーズン） （2005年1月14日 - 3月18日、テレビ朝日） - 第16話ゲスト出演